# Santo Condestável

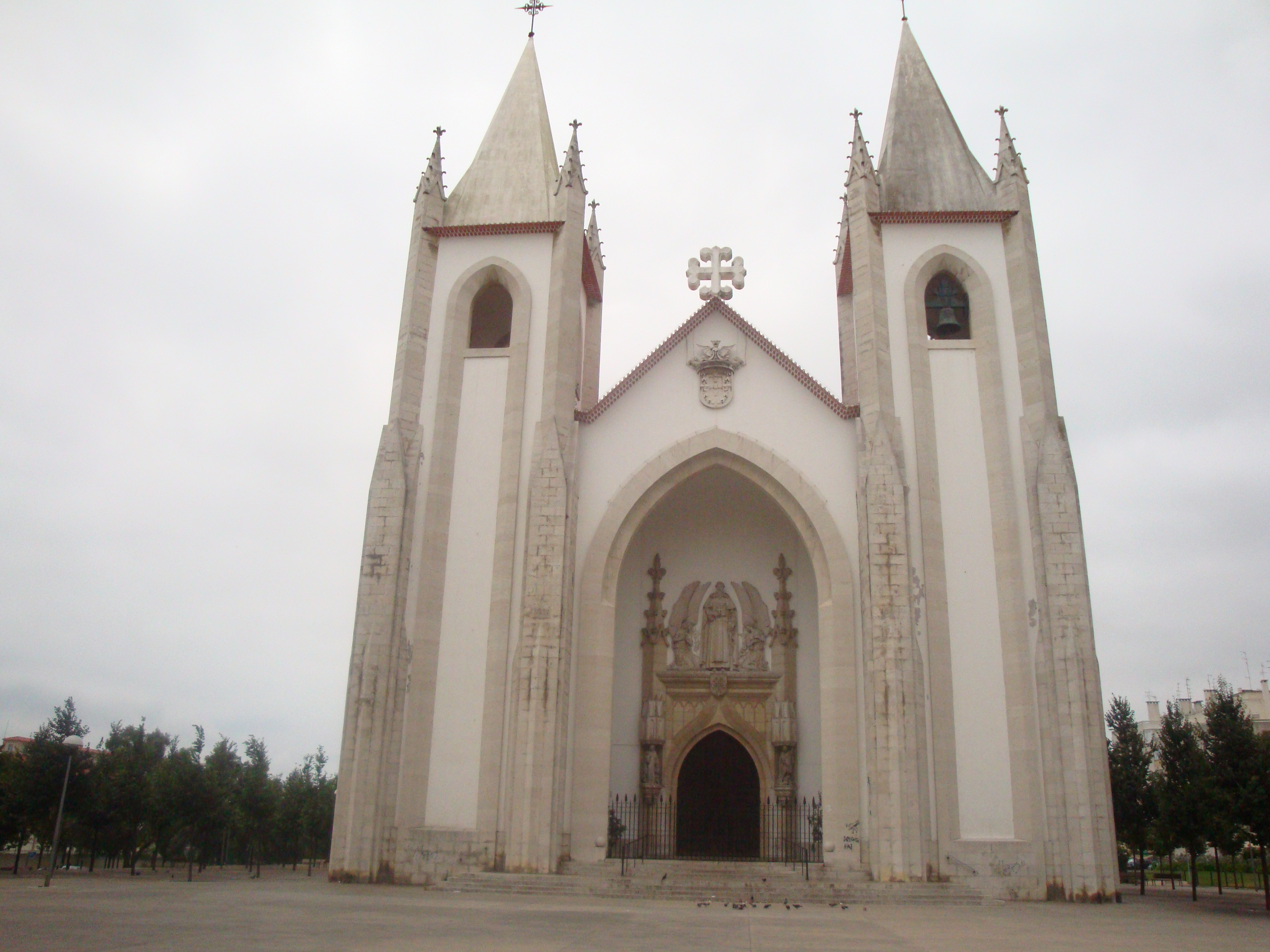
Kirche von Santo Condestável

Santo Condestável war eine Gemeinde (Freguesia) im portugiesischen Kreis Lissabon. In ihr lebten 15.171 Einwohner (Stand 30. Juni 2011).

Sie ging am 29. September 2013 im Zuge der administrativen Neuordnung der Stadt Lissabon in der neuen Gemeinde Campo de Ourique auf.